# Naxos (Creta)
Naxos o Naxus (griego antiguo Νάχος) fue una antigua ciudad de Creta que, según un escolio, era famosa por sus piedras de afilar. Algunos clasicistas han dudado de la existencia de esta ciudad. Las islas de Creta y de Naxos también fueron famosas por sus piedras de afilar, de ahí la confusión. Eruditos y arqueólogos modernos parece que confirman su existencia. Naxos estaba situada cerca de la antigua ciudad de Olunte, en lo alto de una montaña llamada actualmente Oxa donde pueden encontrarse ruinas.